# Ayoub El Hmidi
Ayoub El Hmidi (Gibraltar, 30 de septiembre de 2000) es un futbolista británico que juega en la demarcación de centrocampista para el USM Oujda de la GNF 2.

## Selección nacional
Tras jugar con la selección de fútbol sub-19 de Gibraltar y la sub-21 hizo su debut con la selección absoluta el 16 de junio de 2023 en un partido de clasificación para la Eurocopa 2024 contra Francia que finalizó con un resultado de 0-3 a favor del combinado francés tras los goles de Olivier Giroud, Kylian Mbappé y un autogol de Aymen Mouelhi.

## Clubes
| Club                  | País      | Año       | Partidos | Goles |
| --------------------- | --------- | --------- | -------- | ----- |
| Lions Gibraltar F. C. | Gibraltar | 2016-2017 | 2        | 0     |
| Glacis United F. C.   | Gibraltar | 2017-2018 | 0        | 0     |
| Mons Calpe S. C.      | Gibraltar | 2018-2022 | 58       | 17    |
| Europa F. C.          | Gibraltar | 2022      | 1        | 0     |
| St Joseph's F. C.     | Gibraltar | 2022-2023 | 19       | 2     |
| C. D. Torrijos        | España    | 2023      | 0        | 0     |
| Kawkab de Marrakech   | Marruecos | 2024      | 0        | 0     |
| F. C. Bruno's Magpies | Gibraltar | 2024      |          |       |
| AS Gabès              | Túnez     | 2024-2025 | 5        | 0     |
| USM Oujda             | Marruecos | 2025-     |          |       |